# Labahitha fuscata
Espèce
Synonymes
- Filistata fuscata Nakatsudi, 1943

Labahitha fuscata est une espèce d'araignées aranéomorphes de la famille des Filistatidae.

## Distribution
Cette espèce se rencontre aux Palaos, au Japon dans l'archipel Ogasawara, aux Îles Marshall, aux États fédérés de Micronésie, aux Fidji, en Nouvelle-Calédonie, en Papouasie-Nouvelle-Guinée, en Australie au Queensland et au Brunei.

## Description
Le mâle décrit par Ono en 2011 mesure 2,85 mm et la femelle 3,56 mm, les femelles mesurent de 3,56 à 5,46 mm.
Le mâle décrit par Magalhaes, Berry, Koh et Gray en 2022 mesure 3,23 mm et la femelle 4,75 mm.

## Systématique et taxinomie
Cette espèce a été décrite sous le protonyme Filistata fuscata par Nakatsudi en 1943. Elle est placée dans le genre Tricalamus par Ono en 2011 puis dans le genre Labahitha par Magalhaes, Berry, Koh et Gray en 2022.

## Publication originale
- Nakatsudi, 1943 : « Some Arachnida from Micronesia. » Journal of agricultural science - Tokyo Nogyo Daigaku, vol. 2, p. 147-180.